# Anton Markus Pasing
Anton Markus Pasing (* 6. März 1962 in Greven) ist ein deutscher Architekt und Hochschullehrer.

## Werdegang
Anton Markus Pasing erhielt sein Diplom im Jahre 1989 an der Münster School of Architecture. Nach einem Zweitstudium an der Kunstakademie Düsseldorf für „Integration Bildende Kunst und Architektur“ wurde er 1991 zum Meisterschüler von Oswald Mathias Ungers ernannt. Er studierte an der Kunstakademie Kunstgeschichte, Soziologie und Philosophie in den Nebenfächern und hatte neben Ungers auch Laurids Ortner und Ernst Kasper als Lehrer.
Anton Markus Pasing gründete 1994 das Büro „remote-controlled“ in Münster.
Nach Lehraufträgen an der Universität Innsbruck (Österreich) am Lehrstuhl für Raumgestaltung und an der „Münster School of Architecture“ war er von 1994 bis 2001 künstlerisch-wissenschaftlicher Assistent am Lehrstuhl für Gebäudelehre und Entwerfen von Klaus Kada an der RWTH Aachen.
1996 erhielt er ein Stipendium der Plus-Min Stichting (Stiftung für Bildende Kunst und Architektur) in den Niederlanden.
Nach einjähriger Tätigkeit als Leiter der Design- und Architekturabteilung einer Internetfirma für die Erstellung einer interaktiven Onlinewelt in Hamburg wurde er 2001/2002 als Gastprofessor an die Architekturfakultät der Technischen Universität Darmstadt als Gastprofessor für „Experimentelles Gestalten mit neuen Medien“ berufen. Im gleichen Jahr nahm er eine Gastprofessur für „Simulation“ an der Muthesius-Hochschule für Kunst und Gestaltung in Kiel an.
Im Jahre 2002 begann er eine Tätigkeit als freier Illustrator für die Wochenzeitung Die Zeit in Hamburg und veröffentlichte mit Karin Damrau das Buch Unschärferelationen im Nelte Verlag.
Seit 2003 lehrt er als ordentlicher Professor an der Peter Behrens School of Arts. Von 2006 bis 2016 war er Gastprofessor an der Texas A&M University in den USA (College Station) für „Visual Studies“ am Department „Visualization“.
Die Arbeiten seines Büros „remote-controlled“ befinden sich im Grenzbereich zwischen Architektur und Bildender Kunst. Seine Projekte sind meist narrativ aufgeladen und bearbeiten persönliche Themen ebenso wie gesellschaftliche Fragestellungen. Die Projekte sind einerseits spekulativ andererseits aber bedienen sie sich politischer sowie soziologischer Fragestellungen. Die Bildsprache lässt sich am besten mit den Begriffen des „Crossmedia“ oder der „Hybriden Darstellungstechnik“ beschreiben. Tradierte Techniken der Collage verbinden sich mit Zeichnung und computergestützten
Seine Projekte wurden u. a. im NAI (Niederländisches Architektur-Institut) in Rotterdam, im Aedes Architekturforum Berlin, auf der Architekturbiennale Venedig, auf der 1. International Architecture Biennale Rotterdam sowie in der Neuen Sammlung München und beim Dortmunder Kunstverein gezeigt. Weitere Ausstellungen in Korea folgten bis heute.
2004 bis 2007 war er als wissenschaftlicher Direktor des MKI (Institute for Media, Kommunication and Information) in Düsseldorf.
2010 wurde er für den „Smart Furture Award“ nominiert und gewann 2016 den KROB First Preis für „Best Digital/Hybrid Media“. USA.
Die meisten Projekte des Büros bis zum Jahr 2002 wurden in den Publikationen „remote-controlled architecture“ und „16:9_remote-controlled II“ veröffentlicht.

## Auszeichnungen und Preise
- 1999: Förderpreis des Landes Nordrhein-Westfalen in der Sparte Architektur, Städtebau und Design
- 1999: Stipendiat der Villa Massimo

## Bücher
- Eutopia II: non-linear multiple hybrid solutions. Revolver Verlag, Berlin 2014[3]